# Eleutherococcus nikaianus
Eleutherococcus nikaianus là một loài thực vật có hoa trong Họ Cuồng cuồng. Loài này được (Koidz. ex Nakai) H.Ohashi mô tả khoa học đầu tiên năm 1987.